# Liste der Wappen im Landkreis Bayreuth
Die Liste der Wappen im Landkreis Bayreuth zeigt die Wappen der Gemeinden im bayerischen Landkreis Bayreuth.

## Landkreis Bayreuth

Landkreis Bayreuth Unter einem Schildhaupt mit den bayerischen Rauten in Silber ein golden bewehrter roter Adler mit goldenen Kleestengeln auf den Flügeln.[1]
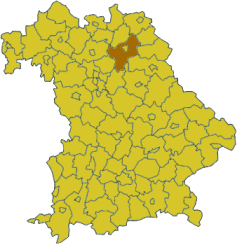
Lage des Landkreises Bayreuth in Bayern
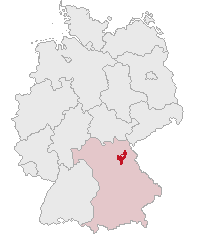
Lage des Landkreises Bayreuth in Deutschland
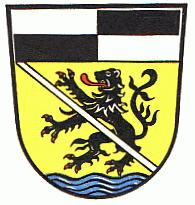
Landkreis Pegnitz (–1972) Unter von Silber und Schwarz geviertem Schildhaupt in Gold ein mit einer silbernen Schrägleiste überdeckter, rot bewehrter schwarzer Löwe über blauen Wellen.

## Wappen der Städte, Märkte und Gemeinden

Gemeinde Ahorntal Gespalten von Rot und Gold; vorne ein silberner Ahornbaum mit drei Blättern; hinten auf grünem Dreiberg ein Rabe.
Gemeinde Aufseß Durch zwei schwarze Zinnenbalken geteilt von Silber, Gold und Silber; unten eine rote heraldische Rose mit goldenem Butzen und grünen Kelchblättern.
Stadt Bad Berneck i.Fichtelgebirge Geviert von Silber und Schwarz.
Stadt Betzenstein In Silber ein blauer Balken überdeckt mit einem gespaltenen Schild; darin vorne in Gold ein halber, rot gezungter schwarzer Adler am Spalt, hinten fünfmal schräg geteilt von Rot und Silber.
Gemeinde Bindlach In Silber ein schräg gestelltes schwarzes Messer, darüber im linken Obereck ein blaues Schildchen mit einer goldenen heraldischen Rose.
Gemeinde Bischofsgrün In Silber schräg gekreuzt ein schwarzer Bergmannshammer und ein schwarzes Glasblasrohr mit goldenem Glas; darüber ein roter Hirschrumpf.
Stadt Creußen Geviert von Silber und Schwarz, in der Mitte aufgelegt ein henkelloser roter Tonkrug.
Gemeinde Eckersdorf Unter blauem Schildhaupt, darin ein schreitender, herschauender Löwe, geviert; 1 und 4: Rot, 2 und 3: in Silber ein blauer Pfahl.
Gemeinde Emtmannsberg Geviert und mit einem Herzschild belegt, darin in Blau eine eingeschweifte silberne Spitze; 1 und 4: in Silber ein schwarzer Schrägbalken, 2: in Blau ein goldener rot bezungter Wolfsrumpf, 3: in Schwarz ein gekerbtes silbernes Kreuz.
Gemeinde Fichtelberg Geteilt von Silber und Blau; oben nebeneinander drei grüne Fichten, unten zwischen zwei gekreuzten goldenen Bergmannshämmern ein silbernes Kelchglas.
Stadt Gefrees Gespalten; vorne geviert von Schwarz und Silber; hinten in Gold über einer roten Zinnenmauer eine wachsende, rot bewehrte schwarze Bracke mit rotem Halsband, darauf die Inschrift GEFREES.
Gemeinde Gesees Gespalten; vorne geteilt von Silber und Schwarz, oben der schwarze Hummelhut mit abfliegenden grünen Bändern, unten ein silberner Eichenzweig mit zwei Blättern und einer Eichel; hinten in Rot der silberne Kirchturm von St. Marien zu Gesees.
Gemeinde Glashütten Unter von Silber und Schwarz geviertem Schildhaupt gespalten von Silber und Rot; vorne ein nach links gewendetes steigendes, rotes Einhorn, hinten eine silberne Zinnenmauer.
Stadt Goldkronach Geviert; 1: schräg geteilt von Schwarz und Silber; 2 und 3: schräglinks geteilt von Rot und Silber, in Rot je eine goldene Königskrone; 4: schräg geteilt von Silber und Schwarz.
Gemeinde Haag Über einem von Silber und Schwarz gevierten Dreiberg gespalten von Rot und Silber; vorne ein silberner Feuerhaken, hinten ein mit Messern besetztes halbes schwarzes Rad.
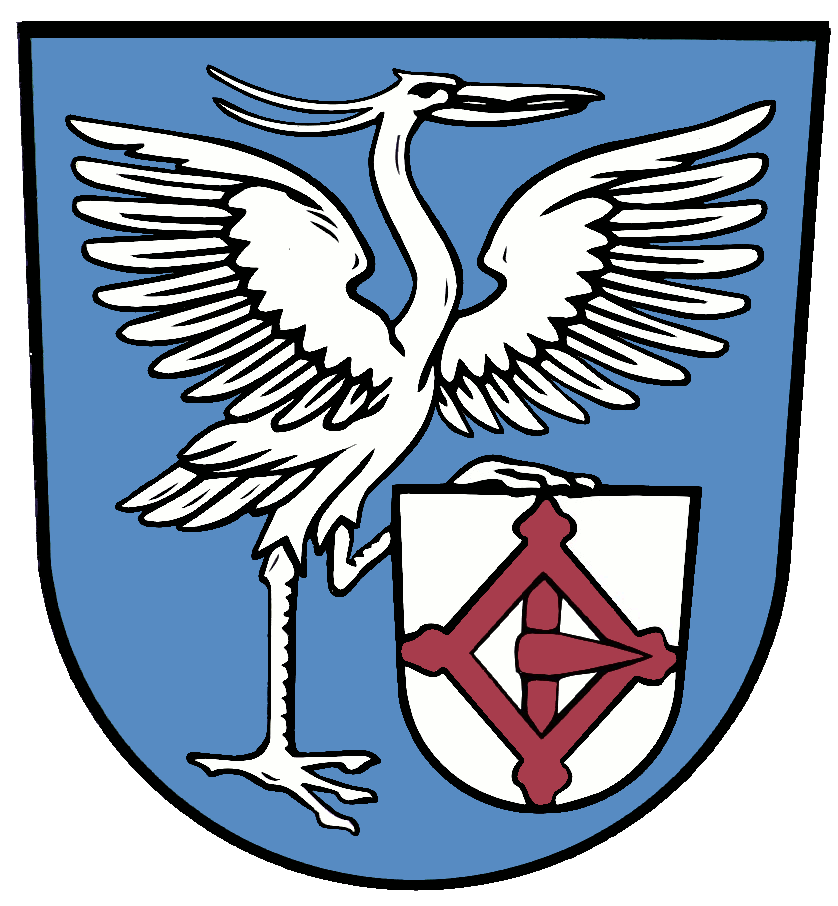
Gemeinde Heinersreuth In Blau ein linksgewendeter, auffliegender silberner Reiher, der mit dem linken Fang ein silbernes Schildchen mit einer rautenförmig gestellten roten Gürtelschnalle trägt.
Stadt Hollfeld In Gold ein mit einem langen, roten Mantel bekleideter Kaiser, eine goldene Krone auf dem Haupt und ein goldenes Lilienzepter in der Rechten, reitend auf einem rot gezäumten silbernen Pferd auf grünem Boden.
Gemeinde Hummeltal Gespalten; vorne geviert von Silber und Schwarz, hinten in Silber über einem erhöhten grünen Dreiberg, der mit einem schrägen silbernen Wellenbalken belegt ist, eine schräg links fliegende natürliche Hummel.
Gemeinde Kirchenpingarten Geteilt; oben in Schwarz ein wachsender, rot gekrönter und bewehrter goldener Löwe, der in den Vorderpranken einen goldenen Bienenkorb hält, unten in Silber ein blauer Balken, belegt mit vier silbernen Bienen.
Gemeinde Mehlmeisel Über goldenem Schildfuß, darin ein beblätterter grüner Weißdornzweig mit roten Früchten, gespalten von Silber und Grün; vorne ein grüner Nadelbaum über zwei schräg gekreuzten schwarzen Hacken, hinten ein wachsender silberner Hirsch.
Gemeinde Mistelbach In Rot über zwei gekreuzten silbernen Messern ein unten gekerbter goldener Balken.
Gemeinde Mistelgau Über von Silber und Schwarz geviertem Schildfuß, belegt mit einer roten heraldischen Rose mit goldenen Butzen und grünen Kelchblättern, gespalten von Rot und Silber; vorne ein silberner linksgewendeter Einhornrumpf, hinten ein senkrechter grüner Mistelzweig mit silbernen Früchten.
Stadt Pegnitz Geteilt und oben gespalten; vorne in Silber ein halber, golden bewehrter roter Adler mit goldenem Kleestängel auf dem Flügel am Spalt; hinten geviert von Silber und Schwarz; unten in Blau über silbernen Wellen ein goldener Fisch.
Gemeinde Plankenfels Über schrägem schwarzem Schildfuß mit drei sechsstrahligen silbernen Sternen, in Silber ein steigender blauer Wolf, beseitet links oben von einem schwarzen Schachrochen.
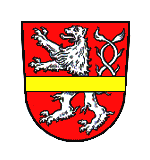
Markt Plech In Rot ein doppelschwänziger silberner Löwe, in der Mitte überdeckt mit einem goldenen Balken.
Stadt Pottenstein In Silber auf goldenem Steinsockel kniend ein barhäuptiger, rot gekleideter Mann, der mit der Linken einen abwärts gerichteten goldenen Stab, mit der Rechten einen goldenen Schild hält; darin ein mit einer silbernen Schrägleiste überdeckter, rot bewehrter schwarzer Löwe.
Gemeinde Prebitz
Markt Schnabelwaid Gespalten von Silber und Blau; vorne am Spalt ein halber, golden bewehrter roter Adler mit goldenem Kleestängel auf dem Flügel; hinten ein links gewendeter silberner Storchenrumpf mit rotem Schnabel.
Gemeinde Seybothenreuth Geteilt; oben gespalten, vorne wiederum gespalten von Rot und Silber, belegt mit einer waagrechten schwarzen Radnabe, hinten wiederum gespalten von Gold und Blau, vorne ein rotbewehrter, halber schwarzer Adler am Spalt, hinten übereinander drei silberne Rosen; unten in Silber ein schwarzer Schrägbalken, belegt mit drei sechsstrahligen goldenen Sternen.
Gemeinde Speichersdorf In Silber mit von Rot und Silber gestücktem Bord ein mit drei sechsstrahligen goldenen Sternen belegter schwarzer Schrägbalken.
Stadt Waischenfeld In Rot ein auf goldenem Boden stehender Kaiser mit pelzverbrämtem goldenen Mantel, blau gefütterter goldener Krone und blauen Schuhen, in der Rechten das goldene Zepter, in der Linken den Reichsapfel.
Gemeinde Warmensteinach In Silber über grünem Dreiberg zwischen zwei grünen Nadelbäumen eine blaue Wellendeichsel, die oben eine rote Glasschale einschließt.[3]
Markt Weidenberg Gespalten; vorne geviert von Silber und Schwarz; hinten in Silber auf grünem Berg eine grüne Weide.

## Ehemalige Gemeinden mit eigenem Wappen

Gemeinde Lienlas Zweimal geteilt von Schwarz, Silber und Grün; oben zwei schräg gekreuzte goldene Pfeile, in der Mitte in blauer Balken, unten ein silberner Schrägwellenbalken.[4]
Gemeinde Lindenhardt In Silber ein feuerspeiender, rot bewehrter grüner Lindwurm mit hochgeschlagenem Ringelschwanz.
Gemeinde Neuhaus Gespalten von Gold und Blau; vorne ein linksgewendeter mit einer silbernen Schräglinksleiste überdeckter, rot bewehrter, schwarzer Löwe, hinten ein rot bewehrter silberner Adler.[5]
Gemeinde Obernsees In Silber zwei schräg gekreuzte, wachsende schwarze Pilgerstäbe, darüber eine rote Rose mit goldenem Butzen und grünen Blütenblättern, darunter ein roter Salzfuderstock mit silbernen Fassreifen.[6]
Gemeinde Trockau Gespalten; vorne wieder gespalten von Silber und Blau, überdeckt mit einem roten Balken; hinten in Gold auf silbernem Berg ein Rabe mit einem silbernen Ring im Schnabel.[7]